# Deltaëder
Een deltaëder is in de meetkunde een veelvlak dat uitsluitend uit gelijkzijdige driehoeken is opgebouwd. Alle driehoeken zijn congruent. De naam deltaëder komt van de hoofdletter Δ, de delta in het Griekse alfabet, een driehoek.
Er zijn acht convexe deltaëders, drie daarvan zijn een regelmatig veelvlak. De vijf andere zijn een johnsonlichaam.
Het enige andere lichaam dat verder nog zowel een deltaëder is, als hoekpunt-, ribbe- en zijvlaktransitief, is de grote icosaëder. De grote icosaëder is niet convex.

## De acht convexe deltaëders
| nummer | naam                                     | afbeelding | vlakken | ribben | hoekpunten | symmetriegroep |
| ------ | ---------------------------------------- | ---------- | ------- | ------ | ---------- | -------------- |
| 1      | viervlak                                 |            | 4       | 6      | 4          | Td             |
| 2      | driehoekige bipiramide                   |            | 6       | 9      | 5          | D3h            |
| 3      | regelmatig achtvlak                      |            | 8       | 12     | 6          | Oh             |
| 4      | vijfhoekige bipiramide                   |            | 10      | 15     | 7          | D5h            |
| 5      | siamese dodecaëder                       |            | 12      | 18     | 8          | D2d            |
| 6      | drievoudig verhoogd driehoekig prisma    |            | 14      | 21     | 9          | D3h            |
| 7      | verlengde gedraaide vierkante bipiramide |            | 16      | 24     | 10         | D4d            |
| 8      | regelmatig twintigvlak                   |            | 20      | 30     | 12         | Ih             |

Bewijs
Een deltaëder met {\displaystyle n} zijvlakken heeft {\displaystyle 3\ n:2} ribben. {\displaystyle n} moet dus even zijn. {\displaystyle n} is minimaal 4 en maximaal 20, omdat het aantal driehoeken dat in een hoekpunt bij elkaar komt minimaal 3 en maximaal 5 is. Behalve voor {\displaystyle n=18} staan ze alle in de tabel hierboven. Een deltaëder met 18 zijvlakken is niet te maken.
Een dergelijke deltaëder {\displaystyle \triangle } met 18 zijvlakken zou 27 ribben en vanwege de formule van Euler voor veelvlakken 11 hoekpunten moeten hebben. Noem {\displaystyle n_{5}} het aantal hoekpunten in {\displaystyle \triangle }, waarin vijf driehoeken samenkomen, {\displaystyle n_{4}} het aantal hoekpunten waarin vier driehoeken samenkomen en {\displaystyle n_{3}} het aantal hoekpunten waarin drie driehoeken samenkomen.
{\displaystyle 5n_{5}+4n_{4}+3n_{3}=54} en
{\displaystyle n_{5}+n_{4}+n_{3}=11}.
Controle door berekening geeft als enige mogelijkheid {\displaystyle n_{5}=10}, {\displaystyle n_{4}=1} en {\displaystyle n_{3}=0}.
Begin om te proberen hiermee {\displaystyle \triangle } te maken in het hoekpunt waar vier driehoeken samenkomen. Daar begint de gelijke opbouw als die van een verlengde gedraaide vierkante bipiramide, totdat er aan het einde in het laatste hoekpunt vier driehoeken samenkomen in plaats van vijf, het is een verlengde gedraaide vierkante bipiramide geworden, en er hoekpunt over blijft. Dus is {\displaystyle \triangle } niet te maken.